# Achyrolimonia recurvans
Achyrolimonia recurvans is een tweevleugelige uit de familie steltmuggen (Limoniidae). De soort komt voor in het Afrotropisch gebied.